# Каан Канак
Каан Канак (тур. Kaan Kanak; 6 жовтня 1990 року, Йозгат) — турецький футболіст, грає на позиції захисника. Нині виступає за турецький клуб «Аланіяспор».

## Клубна кар'єра
Каан Канак починав свою кар'єру футболіста в клубі «Анкарагюджю». 15 серпня 2009 року він дебютував у турецькій Суперлізі, вийшовши в основному складі в домашньому матчі з «Манісаспором». Першу половину 2010 року Канак на правах оренди провів за команду турецької Другої ліги «БАКспор», першу половину 2011 року — за клуб Третьої ліги «Хатайспор», а другу — за команду Третьої ліги «Інегельспор».
У кінці серпня 2014 року Каан Канак перейшов в клуб Суперліги «Ескішехірспор». 22 лютого 2015 він забив свій перший гол на вищому рівні, що став єдиним і переможним у домашньому поєдинку проти «Бешикташа». За підсумками сезону 2015/16 «Ескішехірспор» вилетів з Суперліги, і наступні два роки Канак провів з командою в Першій лізі. Влітку 2018 року він перейшов в клуб Суперліги «Аланіяспор».